# Cratere Eagle (Marte - NASA)
Eagle (Aquila in inglese) è un cratere situato sul pianeta Marte, che è anche il sito di atterraggio del rover Opportunity nel 2004. Il cratere è situato nel Meridiani Planum, e gli evidenti affioramenti rocciosi hanno decisamente interessato gli studiosi, facendo supporre che il fondo del cratere sia stato il letto di un oceano passato. Il nome è stato scelto in onore alla prima navetta con equipaggio che è atterrata sulla Luna nel 1969 e in onore alla nazione che ha lanciato la missione, gli Stati Uniti d'America, che il cui simbolo è l'aquila.

## Superficie
In aggiunta gli affioramenti rocciosi, un'altra caratteristica interessante è rappresentata dal terreno presente sul fondo del cratere, che appare costituito da un mix di grani più grandi di colore grigio e granuli più fini rossastri. Dopo un attento studio degli affioramenti, i cui strati non sono più spessi di un dito, fu confermato che il Meridiani Planum è situato dove in un'epoca precedente era presente un mare salato e acido. Ulteriori scoperte sul passato della regione vennero alla luce tuttavia 3 mesi più tardi, quando il rover visitò il cratere Endurance. L'ematite, la cui presenza fu rilevata dall'orbita e determinò il luogo di atterraggio del rover, è infatti contenuta in milioni di piccole sfere chiamate blueberry (mirtilli). Queste concrezioni non solo ricoprono gli affioramenti del cratere Eagle, ma anche tutta la regione circostante. Queste sfere appaiono erose dal vento, e il microscopio del rover ne ha individuato diverse in diversi stadi di erosione.

## Rocce e affioramenti
Per mezzo dello Instrument Deployment Device IDD del rover furono analizzate diverse rocce e affioramenti, a cui vennero dati dei nomi informali dagli scienziati della missione. Tra essi sono presenti:
- Berry Bowl: un affioramento ricco di sfere
- Carousel: un affioramento stratificato che potrebbe essersi formato in un ambiente umido
- Cookies 'N' Cream: una porzione di terreno scuro nei pressi di Carousel
- El Capitain: affioramento stratificato
- Last Chance: un altro affioramento roccioso stratificato

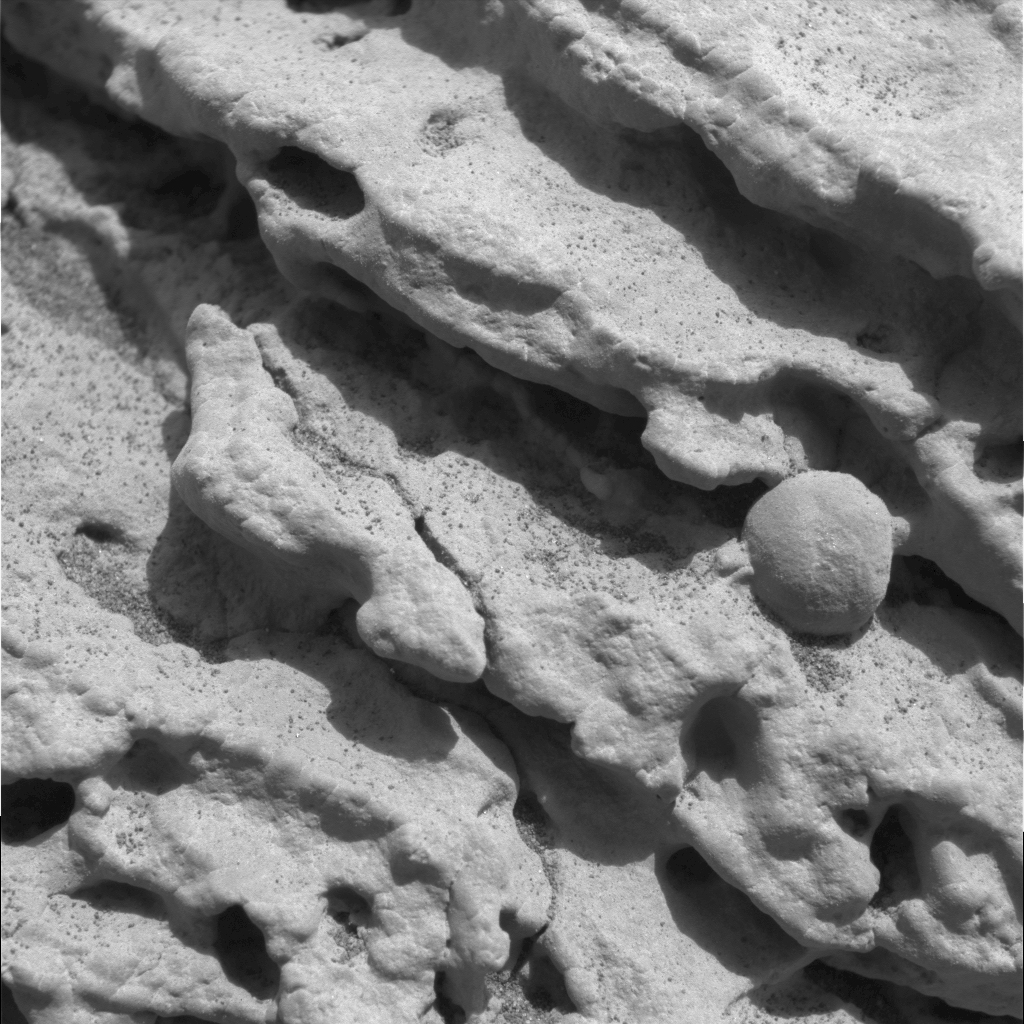
Sfere che si trovano nel loro strato roccioso originale